# Gehyra pulingka
Gehyra pulingka (кам'яна дтелла) — вид геконоподібних ящірок родини геконових (Gekkonidae). Ендемік Австралії.

## Поширення і екологія
Кам'яні дтелли мешкають на сході Західної Австралії, на схід від гір Пурлі-Юрлія, в околицях Кулгери на крайньому півдні Північній Території, а також на півочі Південної Австралії. Вони живуть серед скель.